# Bibnet
Bibnet was een Vlaamse organisatie, ondersteund door de Vlaamse Overheid die de samenwerking tussen de Vlaamse openbare bibliotheken moest bevorderen en via een computernetwerk gemeenschappelijke voorzieningen aanbood die door de bezoekers van de betrokken bibliotheken geconsulteerd konden worden. In 2015 fuseerde Bibnet met Locus, vandaag vormen ze Cultuurconnect, een organisatie die digitalisering ondersteunt in de culturele sector.

## Inleiding
Bibnet vzw werd opgericht op 1 januari 2009 en is een initiatief van de Vlaamse Overheid. Met Bibnet wilde de Vlaamse Overheid ervoor zorgen dat alle Vlamingen op gelijke wijze vrije toegang krijgen tot digitale informatie en diensten, via hun lokale bibliotheek. Bibnet zorgde hiervoor door een aantal concrete instrumenten te ontwikkelen die de lokale bibliotheken helpen om ook in het digitale tijdperk een betekenisvolle plek te zijn voor het publiek.
De vzw Bibnet zette binnen haar opdracht een aantal projecten voort die van 2000 tot 2008 in handen waren van het Vlaams Centrum voor Openbare Bibliotheken (VCOB).
Een aantal andere projecten werden voortgezet door het steunpunt LOCUS (Vlaams Steunpunt voor lokaal cultuurbeleid, cultuur- en gemeenschapscentra en bibliotheken). Sinds 2015 werden deze twee organisaties gefuseerd tot 1 organisatie: Cultuurconnect.

## Voormalige werkterreinen
1. Bibnet beheert en innoveert de centrale catalogus van en voor de openbare bibliotheek. In deze databank wordt het collectieaanbod van de openbare bibliotheken in Vlaanderen beschreven en toegankelijk gemaakt voor het publiek. Op termijn wordt deze databank een kruispunt waarmee bibliotheekcollecties gekoppeld kunnen worden aan informatie op het web.
2. Bibnet bouwt voor bibliotheken een digitale collectie op van literatuur, informatie en muziek. Bibliotheken zullen hierop kunnen intekenen zodat ze naast hun fysieke collectie ook een digitaal aanbod hebben voor hun publiek.
3. Bibnet ontwikkelt een aantal modellen en instrumenten waarmee bibliotheken hun eigen collectiebeleid efficiënter kunnen organiseren.
4. Bibnet positioneert de bibliotheek op internet, om het internetpubliek het goed georganiseerde aanbod van bibliotheken, de kwaliteit en de betrouwbaarheid ervan, te laten ontdekken. Bibnet bouwt hiervoor de zoekmachine van Bibliotheek.be verder uit, waar de bibliotheekgebruiker nu al op een aantrekkelijke wijze gestimuleerd wordt op ontdekking te gaan.
5. Bibnet reikt instrumenten en technologie aan waar lokale bibliotheken makkelijk mee aan de slag kunnen om aanwezig te zijn op de populaire webplekken waar internetgebruikers zich bevinden: In Google, Facebook, Librarything, Netvibes, en de platformen van de toekomst.
6. Een belangrijke uitdaging voor lokale bibliotheken is het uitdenken en opnemen van hun rol bij het overbruggen van de digitale kloof en het vertrouwd maken van mensen met wat er in de digitale wereld mogelijk is. Bibnet zal dit denkproces stimuleren en lokale experimenten mogelijk maken.
7. Internationaal beweegt er heel veel op het vlak van e-cultuur en de plek van het openbare bibliotheekwerk in deze digitale leefwereld. Bibnet zal actief mee een Europees netwerk opbouwen waar inzichten, expertise, initiatieven en uitwisseling kunnen groeien.